# Argyrostrotis figurata
Argyrostrotis figurata là một loài bướm đêm trong họ Erebidae.